# Марха (Олёкминский район)
Марха́ (якут. Марха) — село в Олёкминском районе Республики Саха (Якутия) России. Входит в состав Саныяхтахского наслега.

## География
Село находится в устье реки Марха, на левом берегу Лены, на расстоянии 160 км к востоку от Олёкминска, административного центра района.

## Население
| 1970 | 1979  | 1989  | 2002 | 2010 | 2021 |
| ---- | ----- | ----- | ---- | ---- | ---- |
| 3749 | ↗6128 | ↗9225 | ↘190 | ↘165 | ↘112 |

## Улицы
- ул. Лесная,
- ул. Набережная,
- ул. Новая.